# Alexandra Ianculescu
Alexandra Ianculescu (Sibiu, 21 de octubre de 1991) es una patinadora de velocidad rumano-canadiense.
Emigró con su familia a Toronto, Ontario en 2001, y desde 2008 entrena y reside en Calgary, Alberta. Ianculescu fue miembro del equipo nacional júnior canadiense de patinaje de velocidad en 2011 y representó a Canadá en dos campeonatos júnior. Más tarde representó a Canadá en el circuito de la Copa del Mundo como patinadora sénior, compitiendo en las distancias de 500 m y 1000 m En 2016, Alexandra compitió por Rumania en patinaje de velocidad en pista larga. Compitió en los 500 metros femeninos en los Juegos Olímpicos de Invierno de 2018 por Rumania. En 2021, Ianculescu se retiró del patinaje de velocidad competitivo para buscar una segunda aparición olímpica y una carrera profesional en ciclismo de ruta y pista. Corre para un equipo de ruta femenino de élite holandés llamado NWVG-UPLUS. Hasta ahora, no alcanzó ningún resultado significativo.
Además la ex patinadora y ahora ciclista acumula la cantidad de 322.000 seguidores en la plataforma de Instagram y además posee una cuenta de Onlyfans.
En la segunda plataforma la patinadora ha subido fotos desnuda, acto que causó polémica y tuvo que dar explicaciones defendiendo su decisión personal.